# Sistema educativo de Finlandia
El sistema educativo de Finlandia es considerado como uno de los mejores en el mundo de acuerdo al informe PISA 2018. Dicho sistema se divide en dos grandes tipos de formaciones a partir de los 3 años: la formación teórica, que se imparte en las escuelas secundarias superiores y las universidades, y la formación profesional, que se imparte en las escuelas profesionales.

## Características
El sistema educativo finlandés es un sistema igualitario: la escolaridad es obligatoria de los 7 a los 16 años (los alumnos acuden a la escuela local). Es gratuita a tiempo completo para los estudiantes y esta gratuidad incluye la asistencia sanitaria y el comedor (con una comida diaria que debe cubrir alrededor de un tercio de las necesidades nutricionales diarias del alumno) para las escuelas primaria y secundaria. Durante toda la escuela elemental (peruskoulu) de 7 a 16 años, todos los libros y materiales escolares son gratuitos y dados por el mismo centro. Los alumnos que viven lejos de la escuela - a más de 5 km - pueden pedir el reembolso del coste del transporte. Los alumnos que tienen dificultades de aprendizaje pueden también beneficiarse, en el mismo centro, de la ayuda de un profesor especialista (eritysopettaja), que puede ir a clase para guiarlo o bien trabajar con él de manera separada.
A partir de la encuesta internacional PISA sobre los sistemas educativos de la OCDE, Finlandia recibe regularmente las mejores calificaciones a escala mundial. En 2003 los alumnos finlandeses de 15 años figuraban en el primer lugar del ranking mundial en cuanto a competencias lingüísticas y científicas, y se clasificaron en segunda posición en cuanto a resolución de problemas. En cuanto a los estudios superiores, el FEM (Foro Económico Mundial) situó Finlandia primera en el ranking mundial en cuanto a número de matrículas y calidad, y en segundo lugar en la enseñanza de las matemáticas y las ciencias. En los estudios que se hacen para analizar los motivos de estos buenos resultados se ponían de relieve el alto grado de responsabilidad de los alumnos, la ausencia de estrés en un sistema donde no se puede repetir curso y la calidad de la formación de los docentes.
Es importante considerar que los docentes del sistema público son elegidos directamente por la directiva del centro educativo. Esto permite que cada centro pueda crear los mejores equipos de trabajo y buscar a los profesores que mejor encajen en su proyecto educativo real. Los fondos que recibe cada centro son proporcionales al nivel de calidad que estos ofrecen.

### La reforma del sistema educativo finlandés

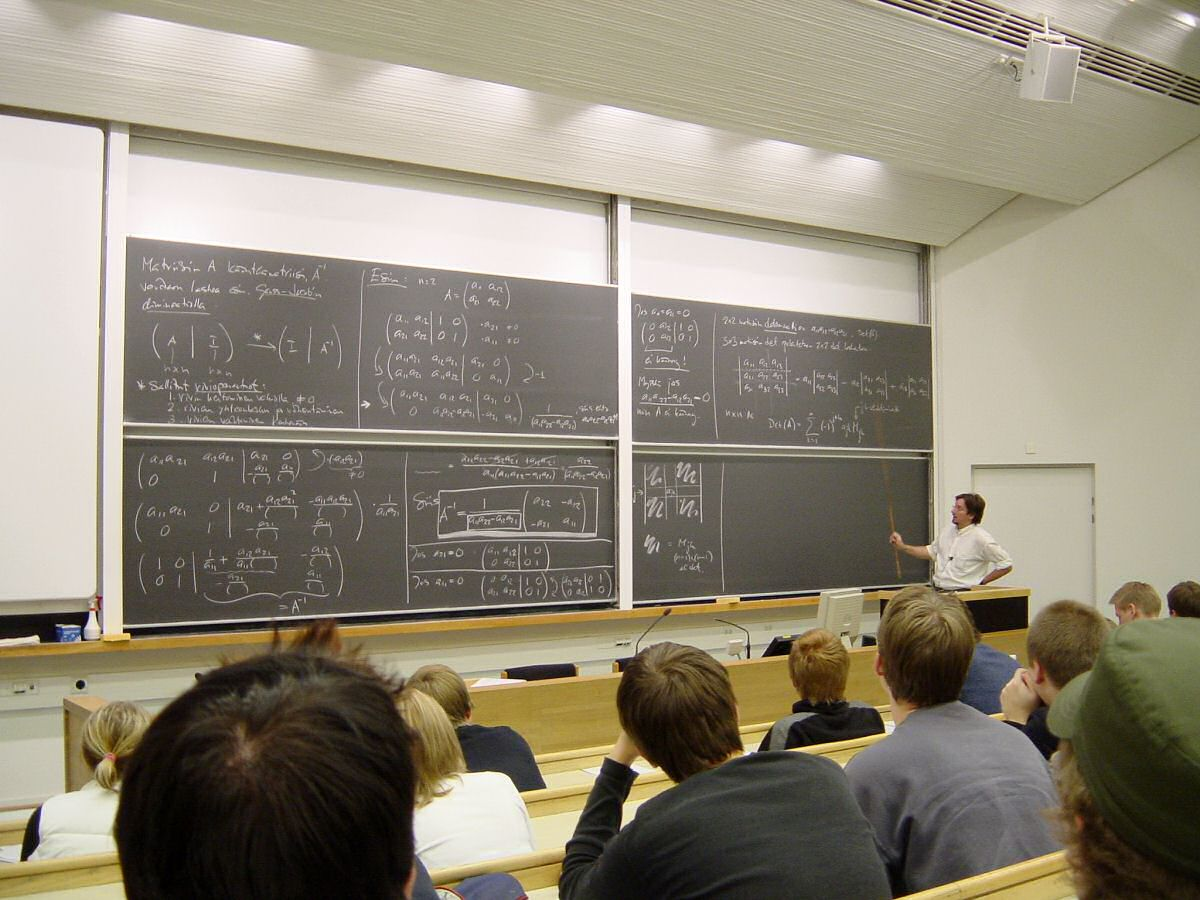
Clase de matemáticas en la Universidad de Tecnología de Helsinki

Hasta comienzos del año 1958, Finlandia tenía un sistema educativo élite. Se hacía una selección a la edad de once años después de solo cuatro años de primaria. Los mejores alumnos podían continuar la escolaridad general primero en un instituto (durante 5 años) y luego, eventualmente, con tres años en un instituto de bachillerato. La mayoría de los niños y niñas seguían dos años suplementarios y los alumnos no hacían estudios secundarios. La mayor parte de los hijos de familias modestas dejaban la escuela en torno a los 13 o 14 años para trabajar o recibir una formación profesional.
En 1968, después de veinte años de vacilación se acometió la reforma del sistema educativo en Finlandia. Se abolió la selección a los 11 años. A partir de entonces se acoge todos los alumnos en las mismas instalaciones tanto en primaria como en secundaria hasta los 16 años y reciben la misma enseñanza elemental. La reforma se puso en práctica progresivamente según las regiones: Laponia y el extremo norte en 1972, las regiones del nordeste en 1973, las del noroeste en 1974, las del sudeste en 1975, las del sur- oeste en 1976 y la región de Helsinki en 1977. Esta progresividad permite estudiar de manera objetiva los resultados de la reforma comparando el futuro de una edad tocada por la reforma y aquellos de la misma edad no tocados por la reforma educativa. Los analistas han podido así llegar a la conclusión de que la reforma ha supuesto una reducción de las desigualdades en un 25%. Conviene, sin embargo, precisar que la sociedad finlandesa, como todas las sociedades nórdicas contemporáneas, es más igualitaria. Las diferencias familiares tienen menos efecto en el futuro de los niños que en las sociedades anglosajonas donde las reformas de democratización de la escuela no ha reducido las desigualdades sociales.
El desarrollo de este sistema educativo está conectado con el alto presupuesto del estado destinado a este ámbito, el cual representa un 11% de los fondos nacionales.

## Educación Primaria
Tras abandonar la guardería, los estudiantes finlandeses con edades comprendidas entre los 5-6 y los 15-16 cursan sus 9 años de estudios obligatorios (peruskoulu en finés, grundskola en sueco).
Las clases son relativamente pequeñas, y rara vez tienen más de veinte estudiantes. En la escuela el ambiente es relajado e informal, y los edificios están limpios hasta el punto que los alumnos de los primeros cursos caminan en calcetines dentro de las clases dejando sus zapatos fuera de ellas. Las actividades fuera de las clases son consideradas especialmente importantes, incluso en el frío invierno, y la cantidad de deberes que se mandan para casa se reduce al mínimo para potenciar la asistencia a actividades extraescolares.
Finlandia es tras Islandia el segundo país con mayor número de libros editados per cápita, y este interés por la lectura se intenta trasladar a los niños desde una edad muy temprana. De hecho, todos los programas extranjeros en la televisión son subtitulados y no doblados, de forma que los niños leen incluso viendo la televisión.

## Educación Secundaria

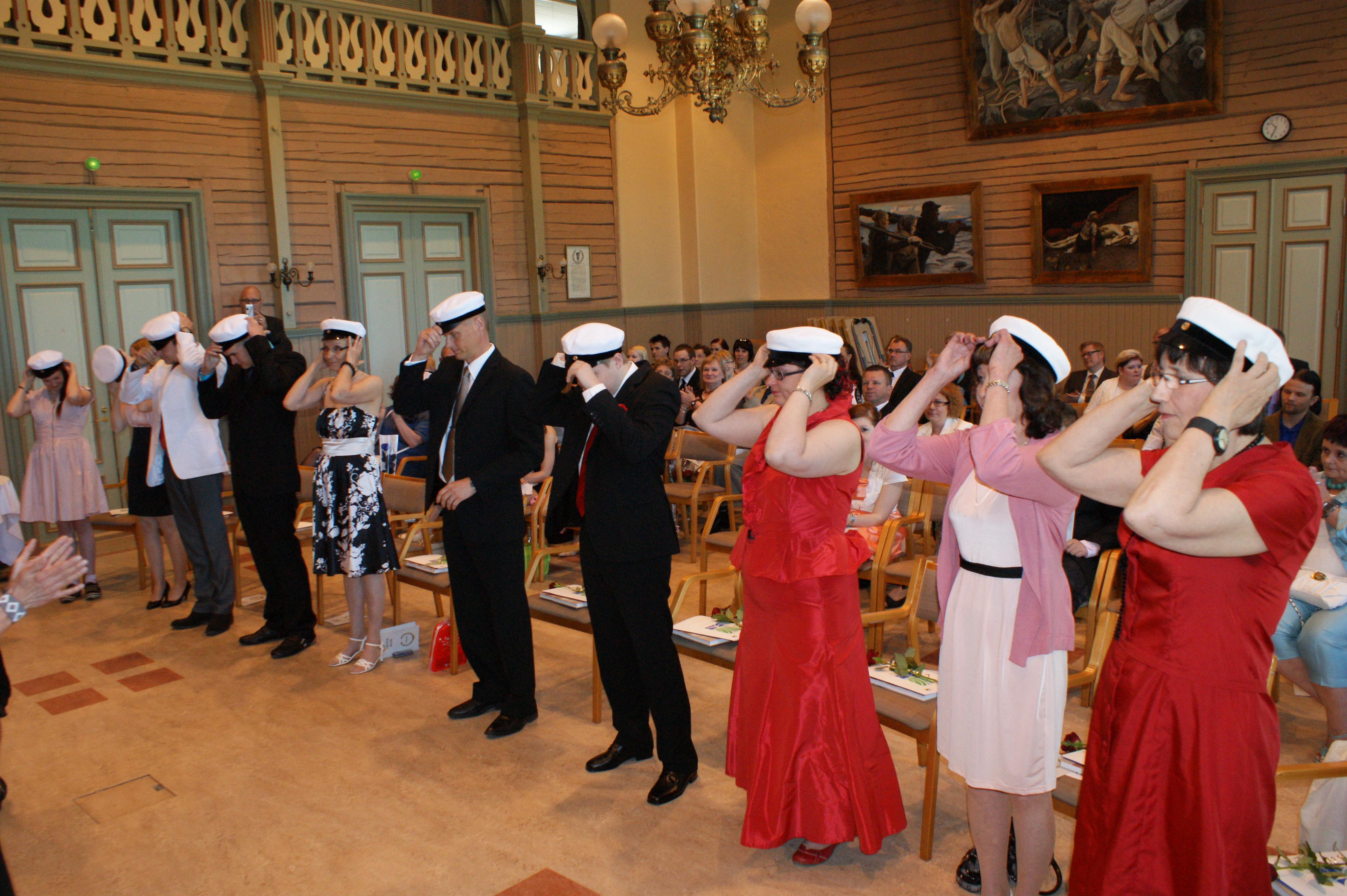
Al finalizar la escuela secundaria, los estudiantes reciben la Ylioppilaslakki (gorra blanca de estudiante)

La escuela superior secundaria, no obligatoria, comienza a los 16 o 17 años, y dura entre tres y cuatro años. Los estudiantes pueden elegir entre una formación profesional y/o prepararse para futuros estudios en una escuela politécnica o universidad, ya que para poder acceder a ellos deberán llevar a cabo un examen de selectividad por cada una de las facultades a las que deseen ingresar.

## Educación Terciaria
En Finlandia, la educación terciaria se compone de universidades de ciencias aplicadas (UAS) y universidades. La educación superior es gratuita para ciudadanos finlandeses y de la Unión Europea.
Los programas de maestría en las universidades tienden a durar 2 años; las universidades de ciencias aplicadas (que ofrecen un enfoque más práctico y vocacional) también ofrecen opciones de 1 año o 18 meses, pero para aplicar a estas se necesita experiencia laboral.

## Profesores
Cabe destacar que para poder ser maestro de primaria o secundaria es necesario tener un título superior de máster en magisterio. Además, la labor del maestro es muy respetada y hay un alto nivel de competición entre los candidatos que desean acceder a dichos estudios. Los maestros del sistema público son elegidos directamente por la directiva del centro educativo. Esto permite que cada centro pueda crear los equipos de trabajo y buscar a los maestros que mejor encajen en su proyecto educativo real. Los fondos que recibe cada centro son proporcionales al nivel de calidad que éstos ofrecen.
La posición de profesor corresponde a una posición académica usada exclusivamente en universidades para referirse a personas con doctorado con amplia experiencia en educación e investigación.

## Espacios de aprendizaje
En los últimos años tras cambios en los planes de estudios, los colegios han adaptado el estilo de sus infraestructuras por algo más arquitectónico, con el fin de que los estudiantes se sientan felices, apostando más por escuelas inteligentes y áreas de confort.

### Páginas oficiales
- (en inglés) Ministerio de Educación.
- (en inglés) Sistema Educativo, con un diagrama en francés (fitxer PDF).
- (en inglés) Programa de desarrollo de la educación y de la investigación para el período 2003-2008. ISBN 952-442-694-3 (archivo PDF)
- (en finés) Edu.fi : portal de educación propuesto por la dirección nacional finlandesa de Educación.
- (en inglés) Diagrama del sistema educativo finlandés.

- Datos: Q861585
- Multimedia: Education in Finland / Q861585